# Erik Lindeberg

Blekinges landshövding 1942–1948, Erik Lindeberg invigningstalar på Blekingedagen 1943, klockan 13,00 från Kaffestugans terrass i Wämöparken, Karlskrona.

Erik Fredrik Leopold Lindeberg, född 15 augusti 1889 i Gävle, död 20 oktober 1967 i Engelbrekts församling i Stockholm, var en svensk ämbetsman.
Lindeberg var landshövding i Blekinge län 1942–1948. Därefter var han generaldirektör, först för arbetsmarknadsstyrelsen mellan 1947 och 1948 sedan för lantbruksstyrelsen.
Han var Föreningen för Samhällsplanerings förste ordförande. Erik Lindeberg är begravd på Norra begravningsplatsen utanför Stockholm.

## Utmärkelser
- Kommendör med stora korset av Nordstjärneorden, 18 november 1954.[6]